# Micromitrium pleurosigmoideum
Micromitrium pleurosigmoideum là một loài rêu trong họ Orthotrichaceae. Loài này được (Paris & Broth.) Broth. mô tả khoa học đầu tiên năm 1925.